# Fokker D.XXI
O Fokker D.XXI foi um caça monoplano projetado em 1935 para a Força Aérea Holandesa. Foi concebido como um avião barato e pequeno, mas robusto e com desempenho respeitável para a época. Entrando em operação nos primeiros anos da Segunda Guerra Mundial, foi operado pela Força Aérea Holandesa e Força Aérea Finlandesa, alguns foram construídos na Espanha na Fábrica Carmoli, antes que essa caísse nas mãos dos nacionalistas durante a Guerra Civil Espanhola.

## Desenvolvimento
O Fokker D.XXI era um monoplano de asa baixa com trem de pouso fixo. Seguindo a prática de design Fokker padrão do período, tinha uma fuselagem de tubos de aço coberta em grande parte por tecido, com asas de madeira. Era movido por um Bristol Mercury radial com uma hélice de 3 pás. Quando ele entrou em serviço em 1938, foi um salto significativo para o Grupo de Aviação do Exército holandês, o qual possuía até então obsoletos biplanos com cockpits abertos. O novo Fokker provou ser uma aeronave extremamente resistente capaz de atingir uma velocidade de 700 km em um mergulho.

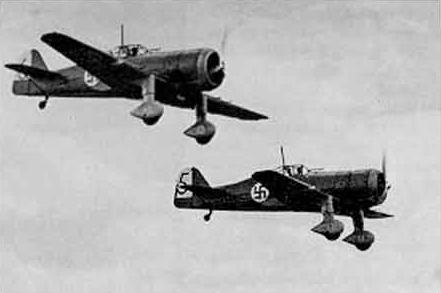
D.XXIs finlandeses durante a Segunda Guerra Mundial

## História operacional
Em 1936 alguns Fokker D.XXIs foram utilizados pela República Espanhola. O Luchtvaartafdeling (Força Aérea do Exército Holandês durante a Segunda Guerra Mundial) fez um pedido de 36 aeronaves, que foram todos entregues a tempo de participar da guerra contra os alemães em maio 1940. Embora muito mais lento do que o Bf-109 e mais levemente armado perto das versões mais novas do mesmo, era surpreendentemente bem em combates aéreos, devido a sua maleabilidade e sua boa resistência, sendo capaz de suportar uma boa carga de tiros e ainda conseguir retornar a base. Foi também um dos poucos aviões que poderiam interceptar o Junkers Ju 87 em seu mergulho. No entanto, a inferioridade numérica do Luchtvaartafdeling comparação com a Luftwaffe resultou na destruição da maior parte dos combatentes holandeses durante a campanha. Alguns foram capturados durante e depois de 15 de maio, mas os seus destinos, depois da captura, são desconhecidas.
O Fokker D.XXI teve desempenho melhor e mais duradouro na Força Aérea Finlandesa, que havia construído sob licença um número significativo antes do início da Guerra de Inverno. Contra a Força Aérea Soviética, o Fokker combateu com mais igualdade, e seu design robusto com um motor radial tornou muito apropriado para o clima finlandês, além que os pilotos finlandeses estavam mais bem treinados e com equipamentos de comunicação melhores (eles possuíam rádios em seus aviões, enquanto os soviéticos possuíam apenas sinais com as mãos), além do mais, se fossem abatidos, estariam caindo sobre seu território e o equipamento podia ser recuperado e o piloto, lutar outro dia. Mais tarde na guerra, com os modelos mais recentes de caças soviéticos, o Fokker D.XXI era de fraca potência e também levemente armados (com apenas 4 metralhadoras de 7,92 mm) para competir. Planos para armar o Fokker com canhões de 20 mm foram descartados e apenas um foi armado dessa maneira (as 2 metralhadoras foram mantidas nesse modelo). Outro caça foi equipado com trem de pouso retrátil, mas como a melhoria no desempenho foi insignificante, não foi continuado. Durante a Guerra Continuação (1941-1944), A Empresa de Aviação Estatal Finlandesa (Valtion Lentokonetehdas, VL), também construiu cerca de 50 D.XXIs, esses equipados com motores sueco Pratt & Whitney R-1535, pois o Bristol Mercury estava em falta na Finlândia. Estes podem ser identificados pela pequena diferença dos vidros do cockpit e uma grande entrada de ar ventral sob o capô. O trem de pouso fixo continuou, pois as pistas de pouso finlandesas eram precárias, além de as rodas poderem ser substituídas por esquis no inverno, dando vantagem no teatro de guerra finlandês. Vários pilotos finlandeses se tornaram ases com o Fokker D.XXI. A maior ás finlandês com um Fokker foi Jorma Sarvanto, que obteve mais de 12 vitórias com o tipo. Muitos outros ases futuros marcou pelo menos uma vitória com o Fokker. A maior pontuação foi o avião com o registro FK-110, com 10 vitórias. Esta aeronave sobreviveu à guerra e está em exposição no Museu de Aviação Finlandês.